# Ulica Kalecza Góra
Ulica Kalecza Góra – ulica we Lwowie, w dzielnicy Cytadela, w rejonie halickim.

## Przebieg
Biegnie od ulicy Łesia Martowycza (Frydrychów) na południe, kończy się ślepo przed Cytadelą.

## Nazwa
Nazwa ulicy jest wspólna z określeniem wzniesienia na którym się znajduje, a pochodzi z XVI wieku. Znajdował się tu wówczas szpital, przy którym prawdopodobnie znajdował się przytułek dla chorych i kalekich. Przed 1944 ulica nosiła dwie nazwy – dolny odcinek to była ulica Kalecza, a odcinek górny Cytadelna. W latach 1946–1992 jej patronem był Władysław Kozak, ukraiński robotnik, który poległ podczas zamieszek ulicznych 14 kwietnia 1936.

## Zabudowa
- 4 – do 1939 w kamienicy mieściła się redakcja „Głosu Polskiego”;
- 5 – w dawnych pomieszczeniach poklasztornych mieścił się Zakład Ossolińskich, wcześniej znajdował się tu klasztor sióstr karmelitanek, które po kasacie józefińskiej były zmuszone opuścić Lwów;
- 14 – dawna piekarnia Żelazowskiego;
- 24 – willa „Zaświecie” należąca do Maryli Wolskiej i Wacława Wolskiego[1].